# Charles Alverson
Charles Elgin Alverson, né le 13 octobre 1935 à Los Angeles en Californie et mort le 19 janvier 2020 est un romancier, éditeur et scénariste qui a parfois utilisé le nom de Chuck Alverson. Il a coécrit le film Jabberwocky (1977).

## Biographie
Charles Alverson naît le 13 octobre 1935 à Los Angeles. En 1963 il obtient son diplôme en journalisme de l'université Columbia.
Au début des années 1960, il remplace Gloria Steinem au poste d'assistant d'Harvey Kurtzman pour le magazine Help!. Sous son influence le nombre de bandes dessinées publiées augmente. Par la suite il travaille comme reporter au The Wall Street Journal. Il déménage en 1969 en Angleterre et travaille pour le journal Rolling Stone et d'autres journaux. En 1980, Alverson est responsable éditorial du magazine  écologliste Vole, financé par Terry Jones. Il participe aussi à la création de Insight (1981) and GIS Europe (1992). Alverson vit jusqu'à sa mort avec sa femme Zivana dans le village de Parage en Serbie.

## Films et livres
Alverson est coscénariste du film Jabberwocky de Terry Gilliam.
Alverson a écrit une douzaine de romans dont Fighting Back en 1973 et Goodey's Last Stand en 1975. Il a aussi écrit des livres pour enfants, des nouvelles.